# Vitold
Vitold ili Vitold Veliki (litavski: Vytautas Didysis), (Senijei Trakai, oko 1350. – Trakai, 27. listopada 1430.) jedan od najpoznatijih vladara Velike kneževine Litve. Vladao je od 1392. do 1430. Imao je i i titule kneza Grodna (1370. – 1382.) i kneza Lucka (1387. – 1389.).
Vitold je bio uključen u potpisavanje Saveza s Poljskom u dvorcu Kreva (u Bjelorusiji) 1385. godine. Kršten je 1386. i dobio je kršćansko ime Aleksandar. Poticao je gospodarski razvoj Litve i uveo mnoge reforme.
U suvremenoj Litvi, Vitold je nacionalni junak. Bio je važan simbol nacionalne reforme Litve u 19. stoljeću. Po njemu je nazvano Sveučilište u Kaunasu (Sveučilište Vitolda Velikog) povodom 500. godišnjice njegove smrti, a u Litvi se mogu naći i brojni spomenici u njegovu čast pogotovo iz međuratnog vremena 1918. – 1939.